# Delias ligata
Delias ligata is een vlindersoort uit de familie van de Pieridae (witjes), onderfamilie Pierinae.
Delias ligata werd in 1904 beschreven door Lionel Walter Rothschild.